# George Venables-Vernon (2e baron Vernon)
George Venables-Vernon, 2e baron Vernon (9 mai 1735 - 18 juin 1813), est un pair britannique. Il hérite du titre en 1780 après la mort de son père George Venables-Vernon (1er baron Vernon), premier baron Vernon de Kinderton. 

## Biographie
Il fait ses études à Westminster School et au Trinity Hall, Cambridge, MA poursuivre en 1755. Il est élu comme whig député de Weobley 1757-1761, Bramber 1762-1768 et Glamorganshire 1768-1780. 
Sa première femme est Louisa Barbara Mansel, fille de Bussy Mansel, dernier baron Mansel de Margam. Ils se marient le 16 juillet 1757 et ont deux fils et deux filles décédés jeunes. Il épouse en secondes noces Jane Georgiana Fauquier, fille de William Fauquier de Hanovre, le 25 mai 1786, avec elle. Il a deux autres filles, dont l'une meurt jeune. 

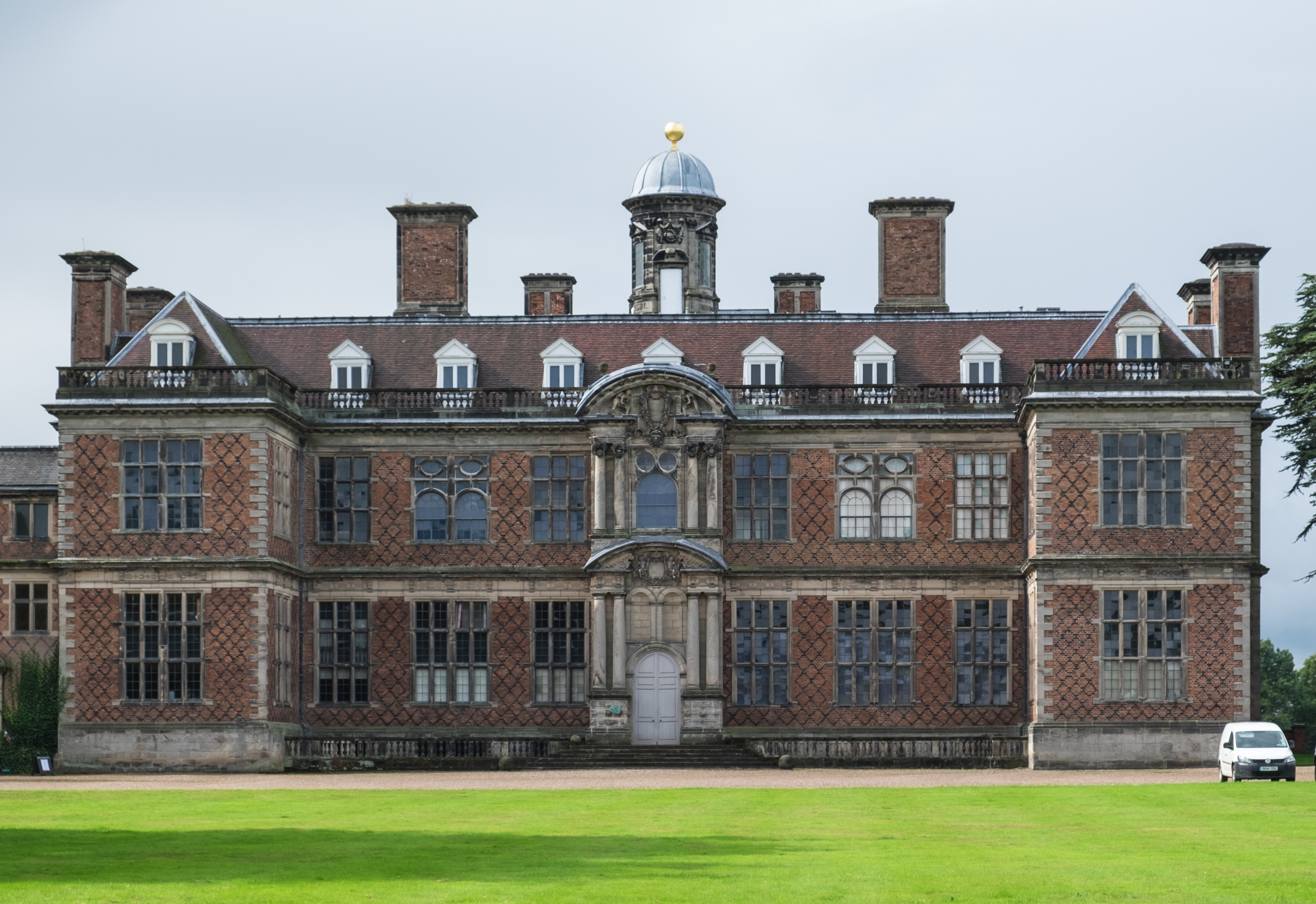
Sudbury Hall, Derbyshire

En 1750, il hérite du domaine de Briton Ferry à Glamorgan et de Newick Park à Sussex par le biais de sa première épouse et est vice-président de la Welch Charity. Il hérite du siège familial situé à Sudbury Hall dans le Derbyshire, en 1780, à la mort de son père. Bradwall Hall, près de Sandbach, dans le Cheshire, appartenait également aux barons de Vernon jusqu'à ce qu'il soit transmis à John Latham (1761–1843), président du Royal College of Physicians. 
Son portrait intégral est peint par Thomas Gainsborough (1727-1788) en 1767. Ce tableau, souvent appelé "Le seigneur de la chasse", fait partie de la collection permanente de la Southampton City Art Gallery, acquise en 1957. 
Après la mort de Vernon en 1813, son titre passe à son demi-frère Henry, fils aîné du troisième mariage du premier baron. 